# Первомайський (Промишленнівський округ)
Первома́йський (рос. Первомайский) — селище у складі Промишленнівського округу Кемеровської області, Росія.

## Населення
Населення — 214 осіб (2010; 236 у 2002).
Національний склад (станом на 2002 рік):
- росіяни — 87 %